# میروسلاو مازور
میروسلاو مازور (اوکراینی: Мирослав Валентинович Мазур؛ زادهٔ ۱۱ اوت ۱۹۹۸) بازیکن فوتبال اهل اوکراین است.